# Joint stereo
El término joint stereo (estéreo conjunto) se ha vuelto popular cuando Internet ha permitido la transferencia, a una tasa de bits relativamente baja, con audio de calidad aceptable y velocidades de acceso modestas. Joint stereo hace referencia a varias técnicas de codificación usadas para este propósito. Dos formas se describen aquí, ambas son implementadas en varias formas con diferentes códecs, como el MP3, AAC y Ogg Vorbis. 

## Codificación estéreo intensiva
Esta forma de estéreo conjunto usa una técnica conocida como joint frequency encoding (codificación de frecuencia conjunta), la cual funciona con el principio de localización de sonido. El oído humano es menos agudo para percibir la dirección de ciertas frecuencias de audio. Explotando esta «limitación», la codificación estéreo intensiva puede reducir la cantidad de datos de un stream de audio con una pérdida en la calidad pequeña o nula. 
Más específicamente, el dominio de las diferencias de tiempo interaurales o DTI (interaural time differences o ITD) es usado por los humanos para determinar la dirección de las frecuencias bajas, lo que deja a las diferencias de amplitud interaurales o DAI (interaural amplitude differences o IAD) como el indicador dominante de la dirección para las frecuencias altas. La idea de la codificación de estéreo intensiva es mezclar el espectro alto exactamente dentro de un canal (esto reduce las diferencias totales entre canales) y para transmitir una pequeña información sobre como aprovechar ciertas regiones de frecuencias para recuperar las colas de DAI.
Este tipo de codificación no reconstruye perfectamente el audio original debido la pérdida de información producto de la simplificación de la imagen estéreo, lo que puede producir resultados inesperados que afecten el alcance perceptible de la imagen. Sin embargo, para bitrates muy bajos (menores a 128), esta herramienta provee una ganancia en la calidad percibida.
Este modo es soportado por muchos formatos de compresión (incluyendo MP3, AAC y Vorbis), pero no siempre por todos.

## Codificación estéreo M/S
La codificación estéreo M/S transforma el canal derecho e izquierdo en un canal central y un canal lateral (Mid channel o canal central, y Side channel o canal lateral, de ahí el nombre). El canal central es la suma de los canales izquierdo y derecho, o I + D. El canal lateral es la diferencia entre los canales izquierdo y derecho, o I - D. A diferencia de la codificación de estéreo intensiva, la codificación M/S es un caso especial de transformación de código, y mantiene perfectamente el audio sin introducir resultados inesperados debido a la pérdida de datos. Codecs sin pérdidas como el FLAC o Monkey's Audio usan codificación estéreo M/S por esta razón. Sin embargo, debe tenerse en cuenta que cuando son usados en conjunto con formas de compresión con pérdida de datos, pueden aparecer resultados no esperados.
A esta clase de codificación se la conoce también como matriz estéreo, y es utilizada por diferentes equipos de grabación y procesamiento de audio. En consecuencia no está limitado a sistemas digitales, y puede ser usado en procesadores de audio pasivos y amplificadores analógicos. 
Un ejemplo es el uso del estéreo M/S en las emisoras de FM estéreo, donde I + D modula la portadora, e I - D modula una subportadora.